# Штадлер, Йозеф Константин
Йозеф (Иосиф) Константин Штадлер (Стадлер; нем. Joseph Constantine Stadler; 1755 — 1828, Найтсбридж) — немецкий (по другим данным — австрийский) рисовальщик и гравёр, большую часть карьеры работавший в Великобритании.

## Биография

### Происхождение
О ранних годах Штадлера существует две совершенно различные версии. Согласно одной из них, Штадлер был австрийцем. Он учился в Венской академии художеств в первой половине 1790-х годов (что даёт ориентировочную дату рождения — около 1770 года) и получил за свои рисунки ряд премий Академии (последнюю — в 1794 году, незадолго до выпуска). В том же году переехал в Великобританию, после чего в Австрии след художника потерялся.
Согласно второй версии, Штадлер был немцем, возможно, уроженцем Ганновера. Он родился около 1755 года и работал в Великобритании с 1780-го года, а где получил образование — неизвестно.
Зато известно, что в Великобритании Штадлер создал многочисленные гравюры, в том числе батальные сцены и пейзажи.

### Творчество
В Британии Штадлер проиллюстрировал, в частности, «Историю реки Темзы» («History of the River Thames»; 1794—1796) Уильяма Комба, «Живописные пейзажи Великобритании» («Picturesque Scenery of Great Britain»; 1801) Филиппа Якоба де Лутербурга и «Виды Лондона» («Views of London»; 1812) Рудольфа Акермана.
Значительную часть своих гравюр Штадлер создавал на основании рисунков других художников, но часть, вероятно, были оригинальными.
Проживая в Британии, пользовался покровительством Джона Бойделла — лорда-мэра Лондона, издателя эстампов и известного мецената.
После 1812 года о новых работах Штадлера в источниках почти не упоминается. Однако, сам он продолжал жить в Лондоне и скончался в 1828 году в районе Найтсбридж.

## Галерея

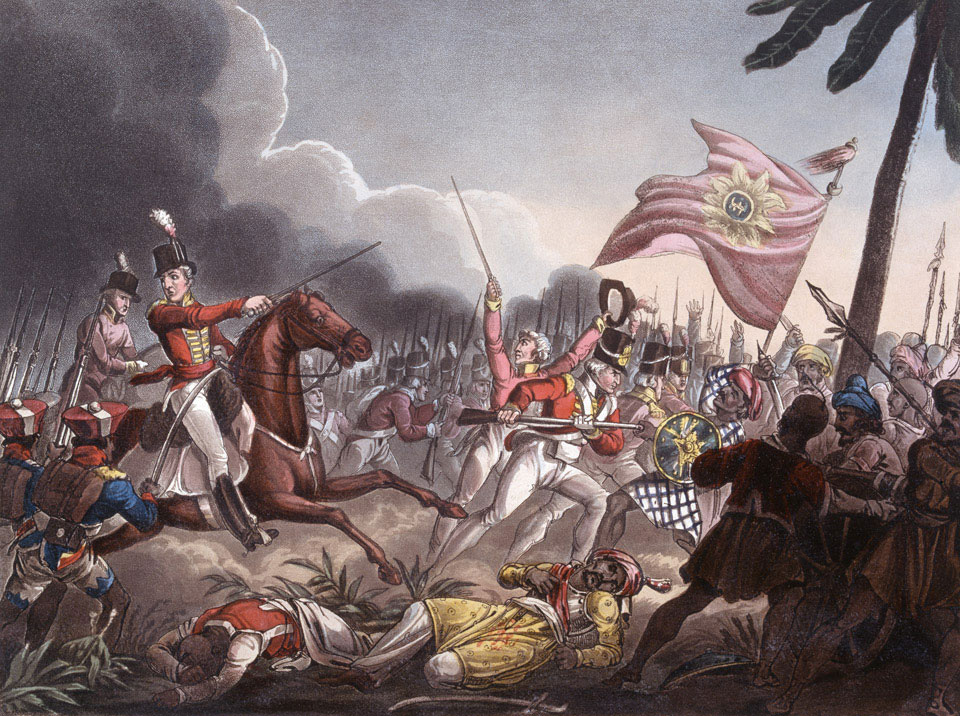
Сражение при Асаи в ходе Второй англо-маратхской войны
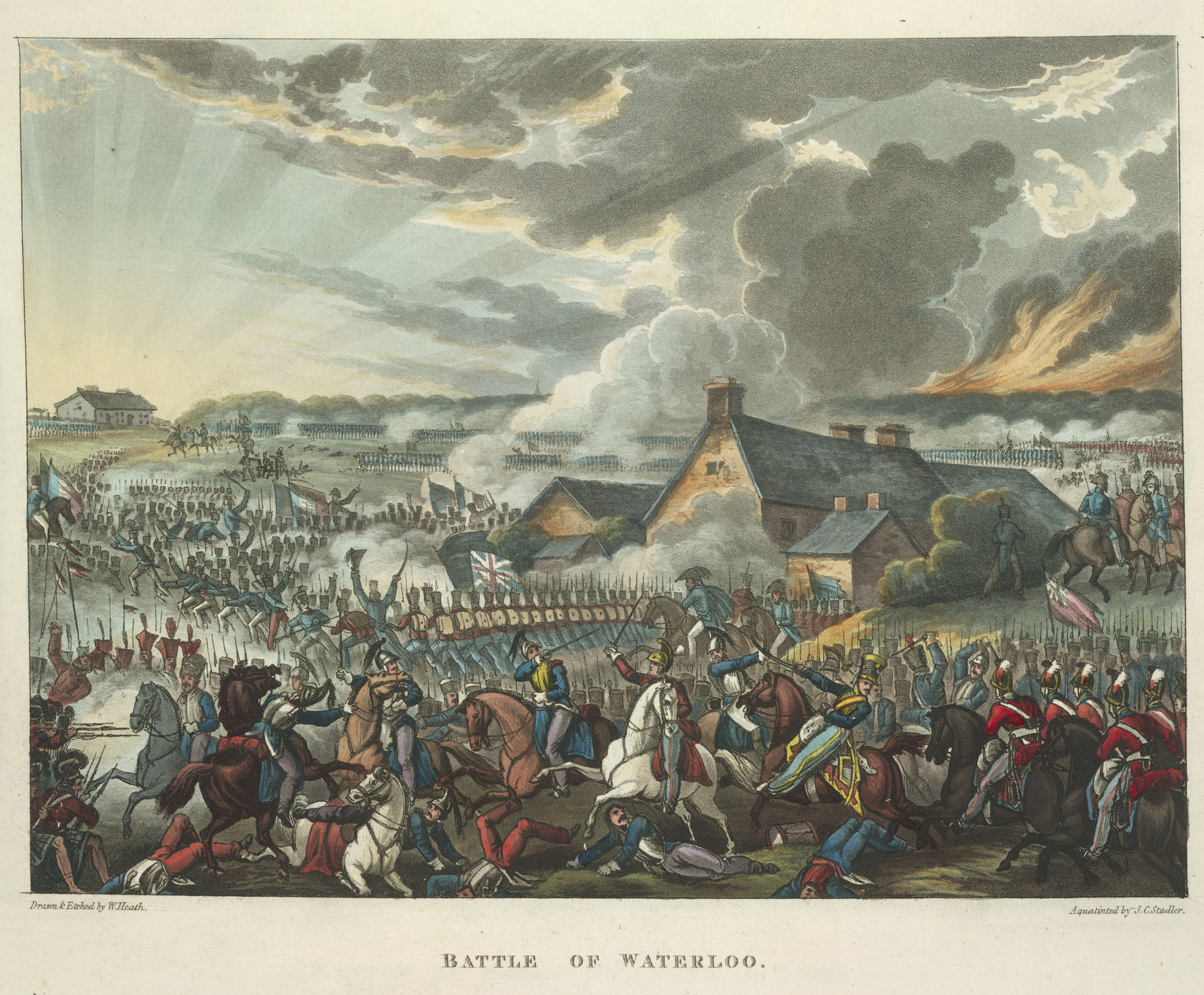
Битва при Ватерлоо
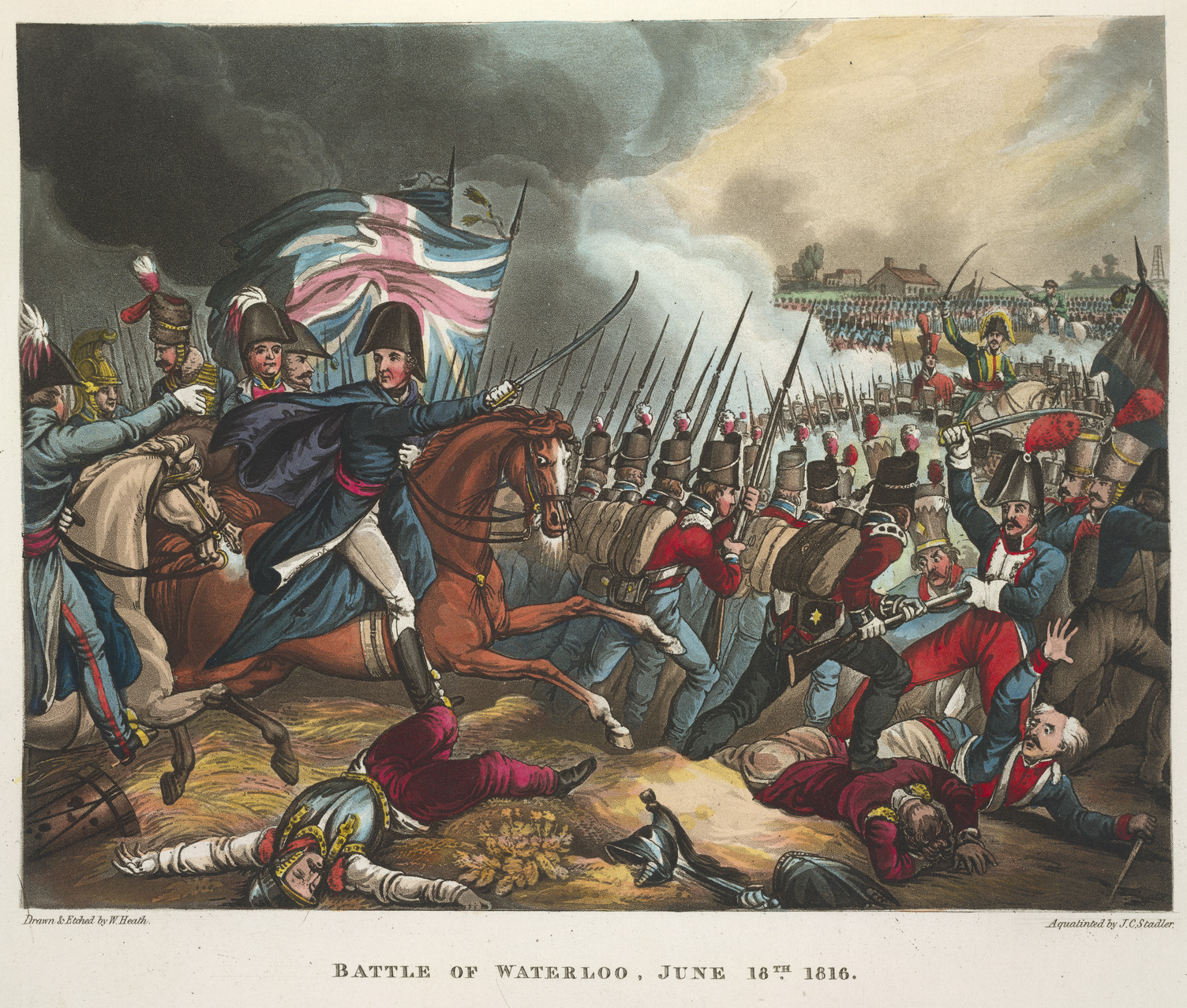
Герцог Веллингтон в Битве при Ватерлоо
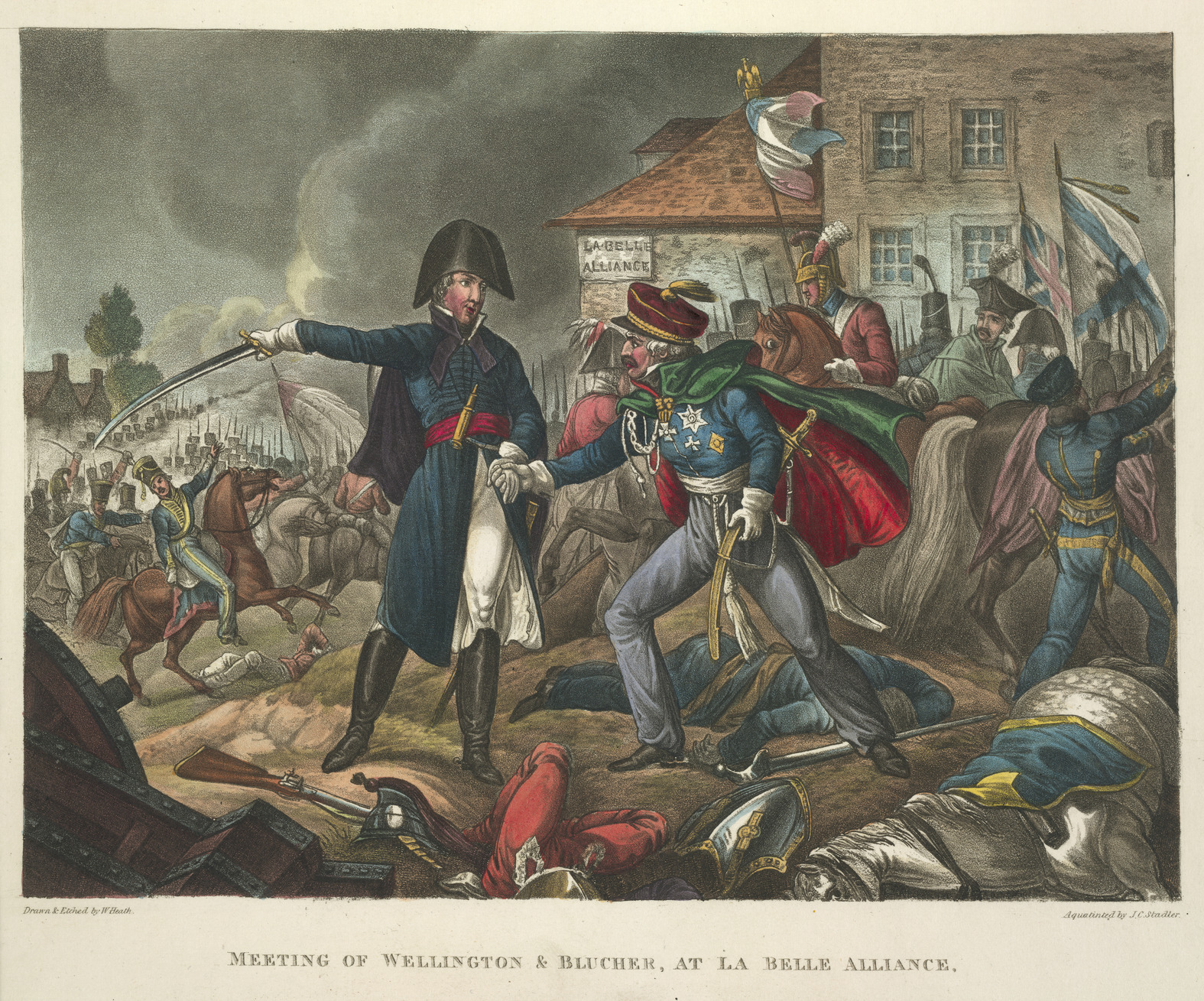
Встреча Веллингтона и Блюхера на поле битвы при Ватерлоо
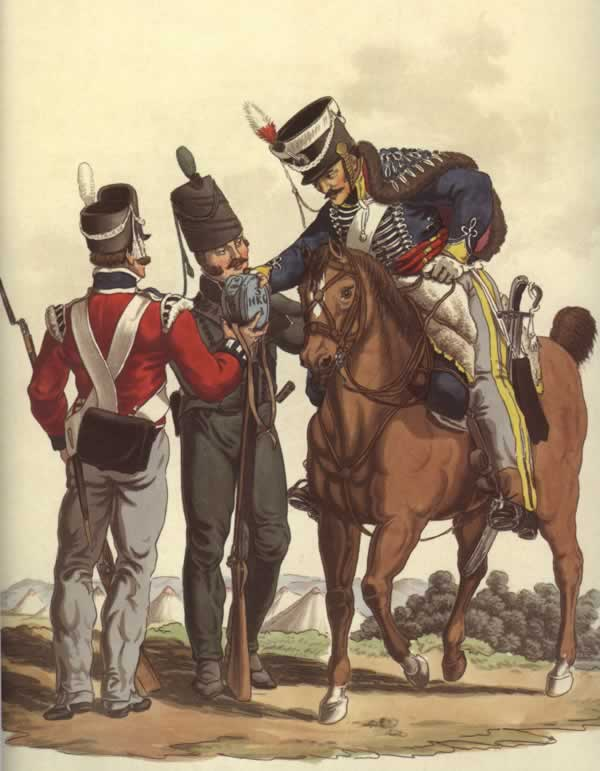
Королевский германский легион
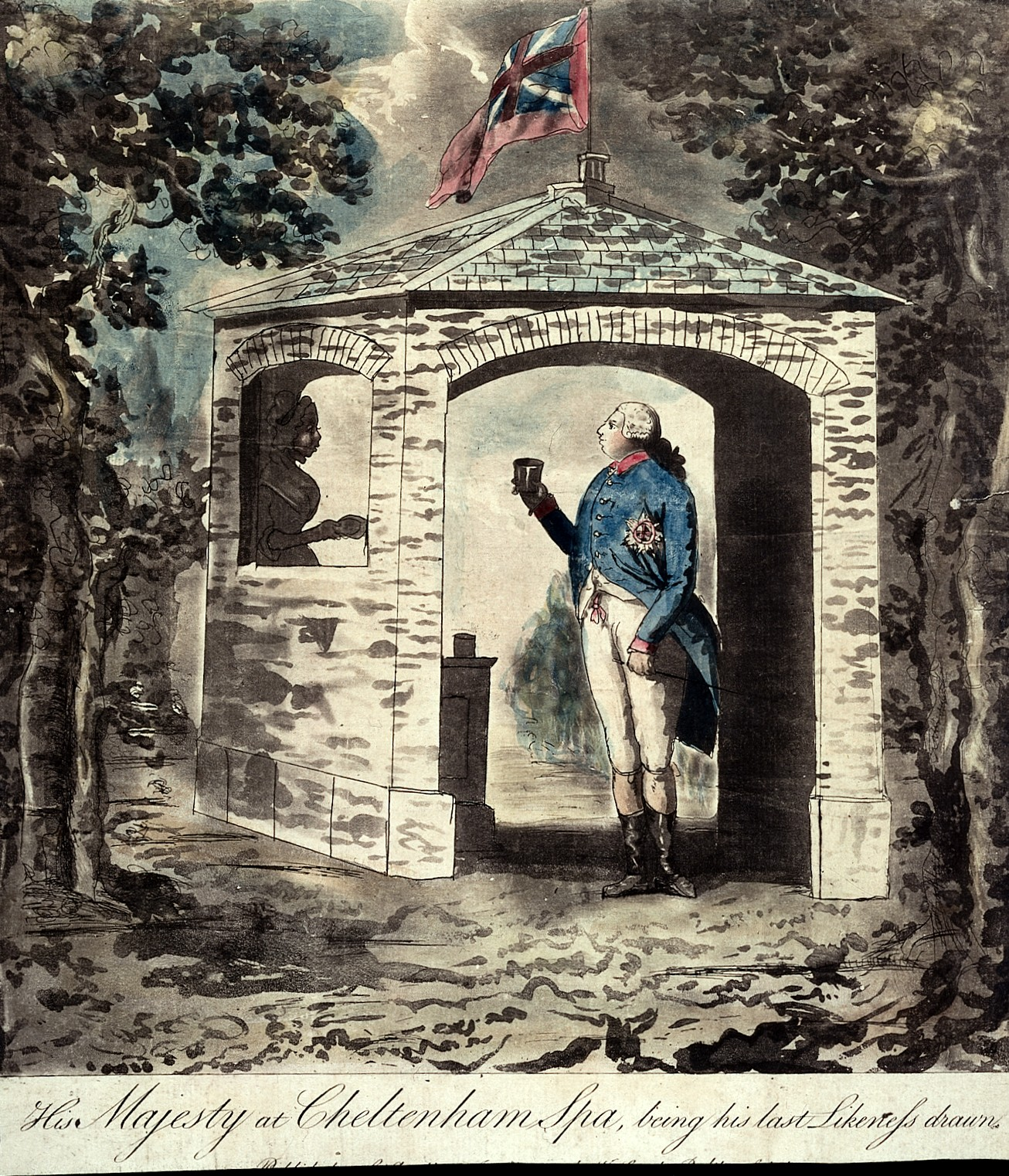
Король Георг III в бювете на водах в Челтнеме
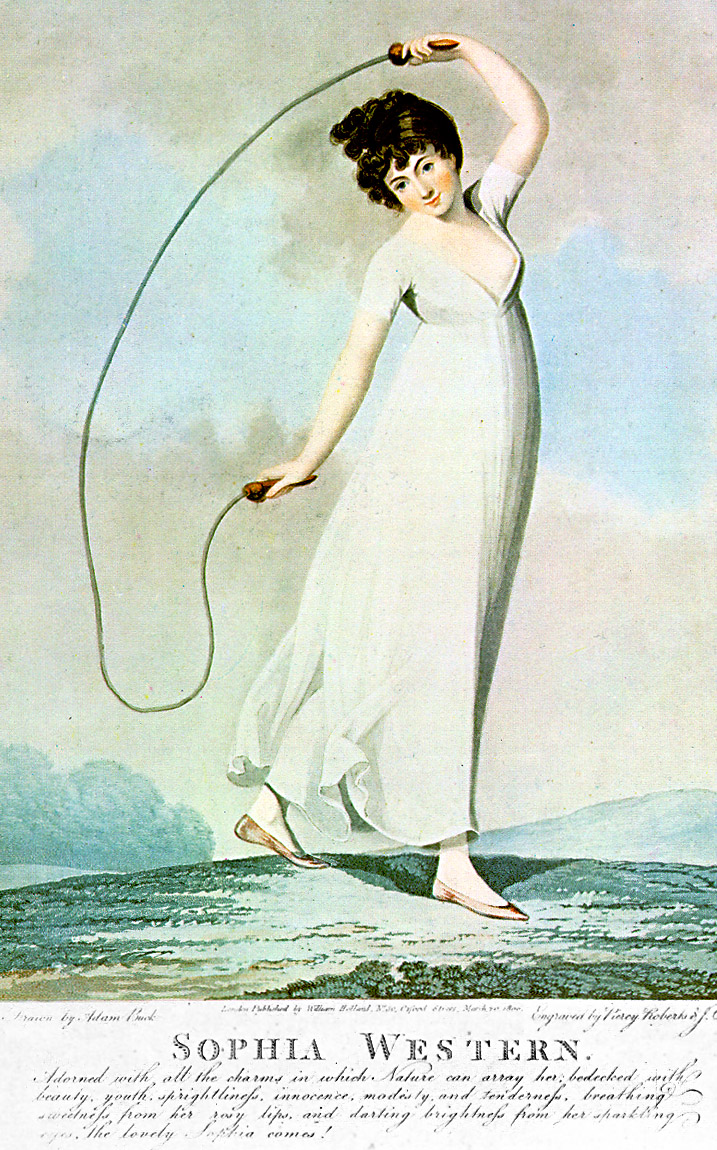
Девушка с прыгалкой, 1800 год.
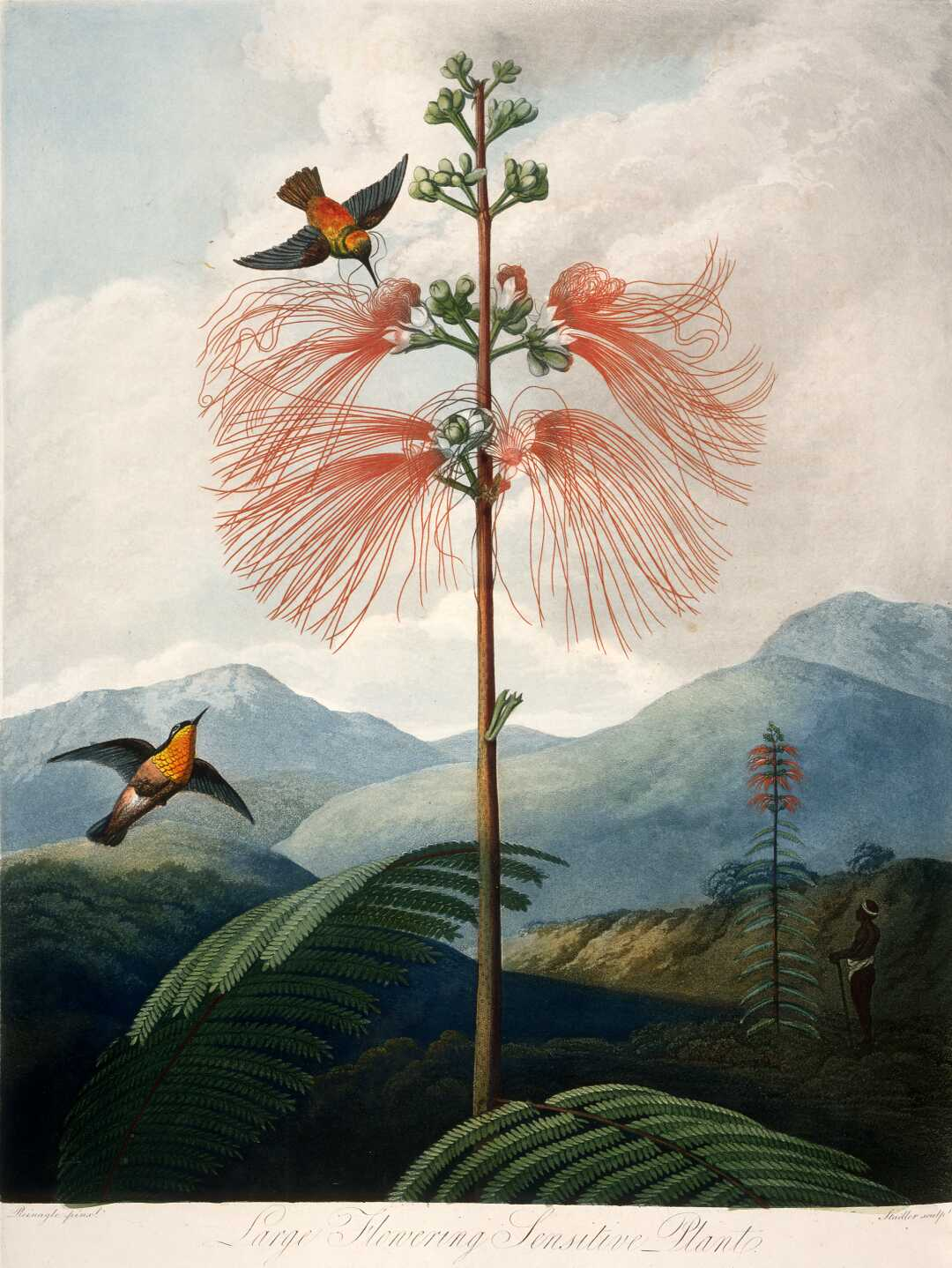
Колибри и экзотический цветок